# Center (futebol americano)

O Center está no meio da formação ofensiva.

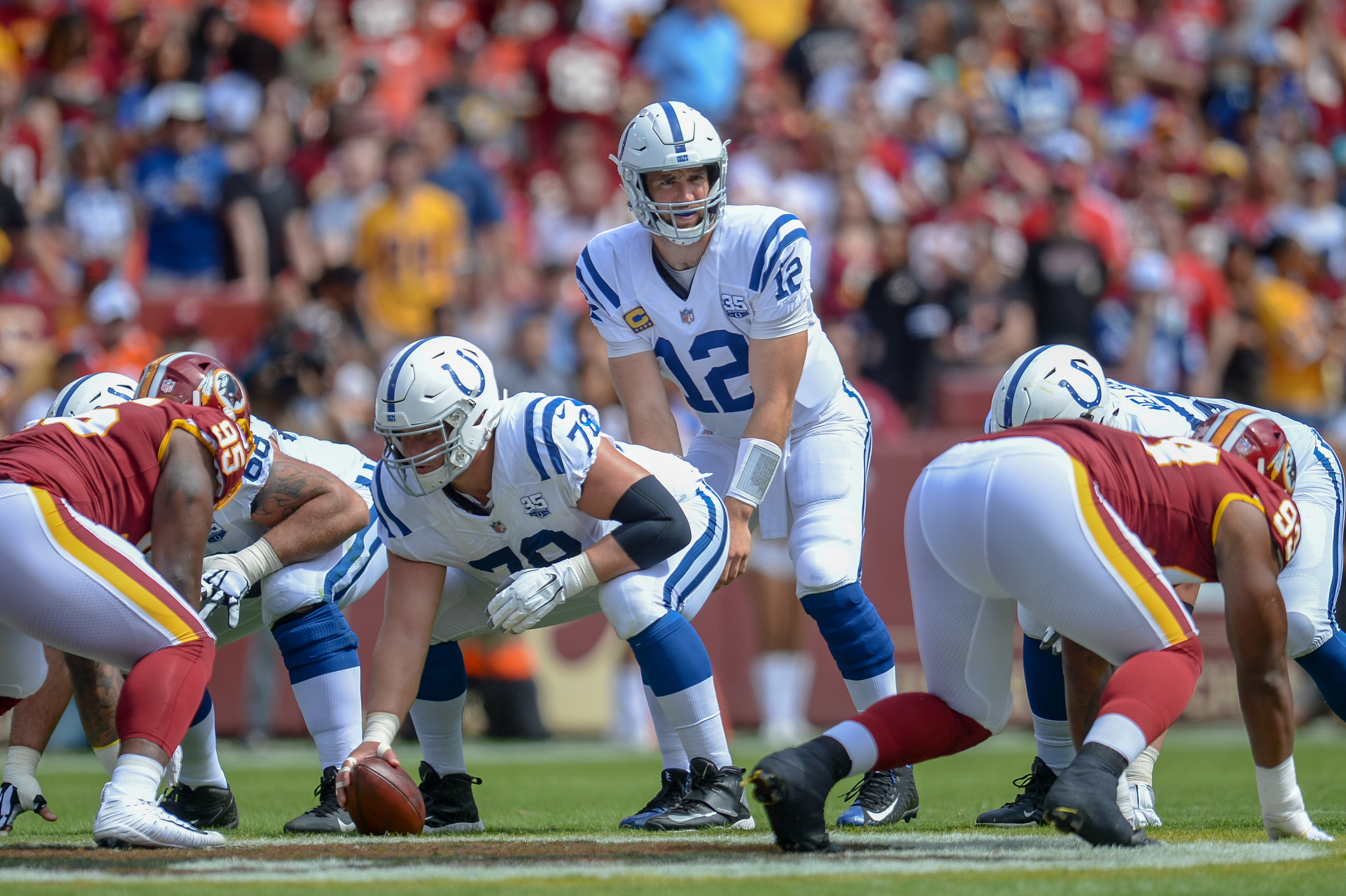
Um center, com a bola no chão, prestes a fazer o snap para o quarterback.

Center (C) é uma posição do futebol americano dos Estados Unidos e do Canadá (sendo que no inglês do Canadá é falado Centre). O center é o jogador posicionado no centro da linha ofensiva. O center é o jogador que dá a bola ao quarterback ao fazer o chamado snap passando a bola entre as pernas quando o QB chama a jogada. O Center é o grande lider da linha ofensiva, comandando os demais jogadores na OL e também lendo a defesa adversária, alertando os seus companheiros em caso de blitz. 
Em anos recentes, a importância do center no campo aumentou consideravelmente, devido ao renascimento da defesa 3-4. De acordo com o general manager do Baltimore Ravens, Ozzie Newsome, "você precisa ter alguém que neutralize o nose tackle. Se você não o fizer, tudo pode acabar bem mal. Seu jogo corrido não será muito eficiente e você terá alguém em cima do seu quarterback toda hora."
No special teams, o center pode atuar como long snapper passando a bola para o holder posicionar a bola para o chutador durante um field goal ou no extra-point, ou num punt lançando a bola para o punter. 